# PGI Management
Pas Grau Internacional — ведущая мировая компания, предоставляющая услуги в области управления бизнес-процессами горнолыжных комплексов (Андорра). PGI Management является международным представительством компании SAETDE/Grandvalira.

## История
История компании Pas Grau International началась 1 декабря 1957 года официальным открытием первого подъемника в Пас-де-ла-Каса, в Андорре, рядом с границей Франции. Летом предыдущего года Франсеск Виладомат, основатель компании, начал работать над созданием компании Teleesquís Viladomat.
С 1957 по 1967 горнолыжный курорт, основанный Г-м Виладомат продолжает свой рост, в том числе, развиваются передовые технологии в Пас-де-ла-Каса.
22 ноября 1967 года компания SAETDE (Общество с ограниченной ответственностью спорта и туризма округа Энкамп) была включена в работу и было запущено два лыжных подъемника, Escola и Font Negre. 14 августа того же года Франсеск Виладомат и округ Энкамп подписывают соглашение об объединении обеих компаний.
С 1967 по 2004 Пас-де-ла-Каса и Грау-Роч устанавливает несколько новых объектов, в том числе, 6-тиместные подъемники с отцепляемыми креслами, Фуникамп (6,137 метров канатной дороги), рестораны, стадион ФИС и т.д., что послужило преобразованию горнолыжного курорта в один из крупнейших в Пиренеях.
В октябре 2003 года новый горнолыжный курорт «Грандвалира» 
стал достоянием общественности в результате коммерческого слияния Пас-де-ла-Каса, Грау-Роч и Сольдеу-эль-Тартер.
В 2005 году Жоан Виладомат основал Pas Grau International с целью распространения опыта, обеспечению специализированных услуг в области управления горнолыжных проектов.
Благодаря созданию компании PGI Management, Grandvalira/SAETDE использует накопленный за последние 50 лет опыт и технологии в области горнолыжного туризма.

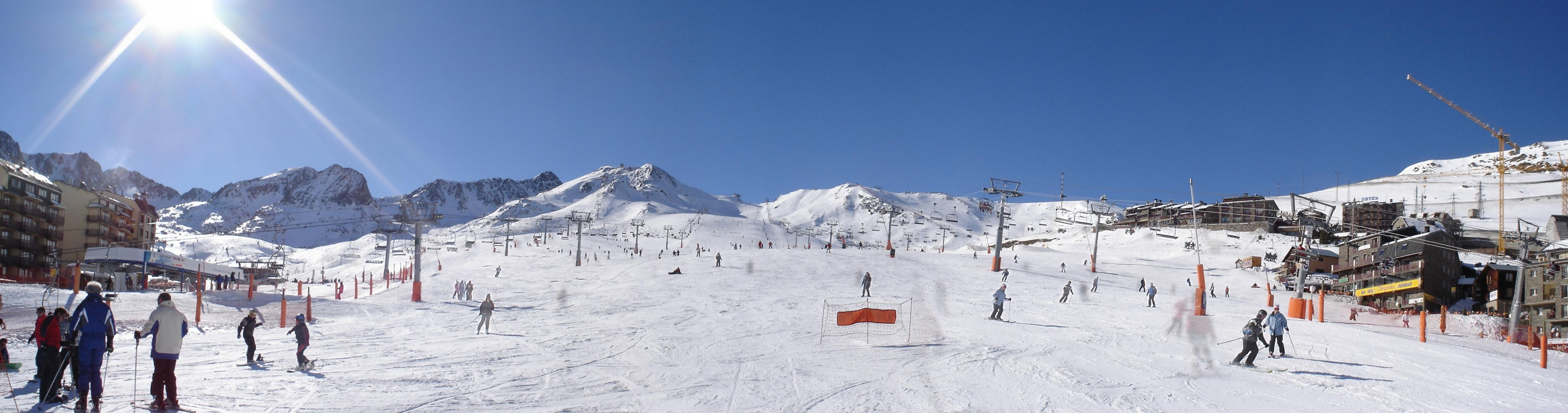
«Грандвалира»: Сектор Пас-де-ла-Каса

## Услуги
Услуги Pas Grau International включают в себя от составления бизнес-плана, проектирования лыжной курорта до введения в эксплуатацию и полного управления.
Отличительной особенностью наших услуг является создание единого цикла — от проектирования объекта до его завершения и внедрения в эксплуатацию, а также выявление возможностей для бизнеса, подбор и координация основных поставщиков и анализ затрат и эффективности инвестиций.
Касательно операций и управления, компания уделяет особое внимание: операционным процессам на горнолыжном курорте (подъемники, склоны, уплотнение снега и система оснежения); составлению бизнес-модели горнолыжного комплекса (лыжная школа, еда и напитки, зимние и летние спортивно-развлекательные мероприятия, магазины и пункты проката); продажи и маркетинг (позиционирование, ценообразование, операции по продажам и центр бронирования); сервисное обслуживание (IT-услуги, финансы и администрирование, система общих служб).
Услуги в области развития: стратегический менеджмент, анализ процессов и реорганизации, Бенчмаркинг, Исследование рынка, Инновации.

## Основные проекты

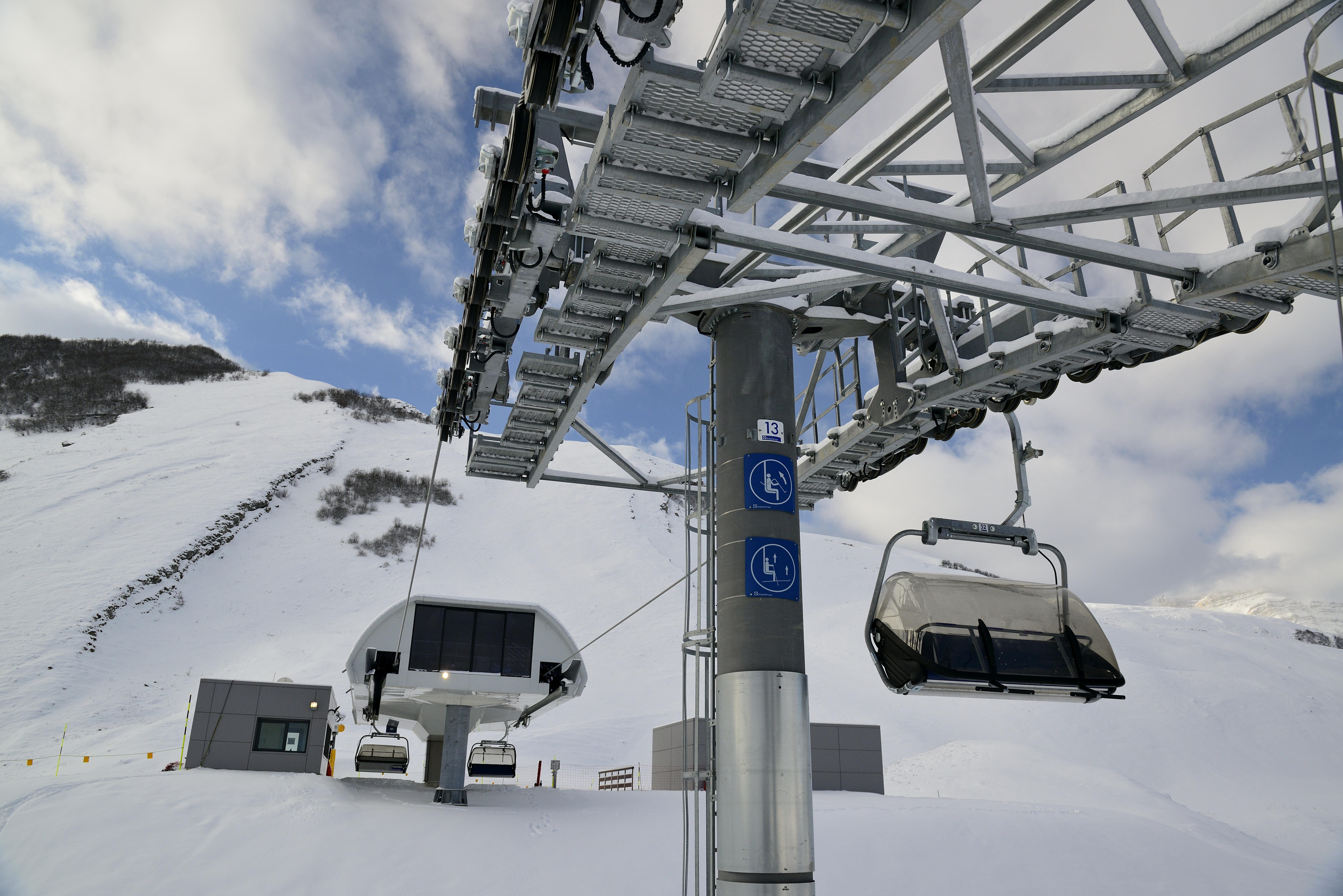
Подъемники на горнолыжном комплексе «Шахдаг»

В настоящее время Pas Grau Internationalзанимается управлением Горнолыжного комплекса «Шахдаг»   (Азербайджан), «Гранд Эрзурум»: Панандокен & Конакли (Эрзурум-Турция), Гаварни-Жедр (Франция), Хотакам (Франция), Горный парк Эль-Калафате  (Аргентина) и Чимбулак (Алма-Ата-Казахстан)
PGI Management входит в состав международного консорциума по развитию «Кок-Жайлау» в Казахстане, а также усилиями компании был разработан генеральный план обновления и позиционирования горнолыжного курорта и (Бовец — Словения).
Компания Pas Grau International возглавляла управление горнолыжного курорта для Эрджияс (Кайзери — Турция) и управление производственными процессами для GranPallars (Каталонские Пиренеи — Испания).
Один из первых проектов — подписание договора по обучению персонала с горнолыжном курорте в Гималаях (Манали — Индия).

## Внешние ссылки
- pgi.ad — официальный сайт PGI Management
- Grandvalira
- Escola Pasgrau
- Shahdag Mountain Resort
- GrandErzurum: Palandöken & Konakli
- Gavarnie-Gedre
- Hautacam
- Viva Patagonia
- Calafate Mountain Park